# هلفيلة حاملة العروق
هلفيلة حاملة العروق (الاسم العلمي: Helvella phlebophora) هي نوع من الفطريات يتبع جنس الهلفيلة من الفصيلة الهلفيلية.